# Shawn King Can Suck It
Shawn King Can Suck It è il quarto EP della band statunitense Good Clean Fun, pubblicato il 29 giugno 2001 su vinile in sole 110 copie numerate. Tutte le canzoni, a parte Fuck Your Platitude e No Sacrifice Too Great, sono state poi inserite nell'album Straight Outta Hardcore, uscito un mese dopo, in versione alternativa.

## Tracce
Lato A
1. Fuck Your Platitude
2. No Sacrifice Too Great
3. Next Year in Jerusalem
4. Time of My Life

Lato B
1. The Ice Cream Man Cometh
2. Today Was a Positive Day
3. Today the Scene Tomorrow the World
4. No More